# 鄒相
鄒相（1475年—？），字汝良，陝西西安府咸寧縣人，民籍，明朝政治人物。

## 生平
正德二年（1507年）丁卯科陝西鄉試第二十七名舉人，三年（1508年）中式戊辰科會試第三百三十四名，二甲第二十三名進士。官至刑部郎中。

## 家族
曾祖鄒淮會；祖父鄒敏；父鄒希賢。母李氏；繼母許氏。永感下。兄鄒權，弟鄒楫。